# Biserica de lemn din Mănăstirea Zosin
Biserica de lemn cu hramul Adormirea Maicii Domnului din Mănăstirea Zosin a fost construită în anul 1779 în satul Bălușeni din comuna omonimă (aflată în județul Botoșani). Ea se află localizată în perimetrul mănăstirii. 
Biserica de lemn "Adormirea Maicii Domnului" din Mănăstirea Zosin a fost inclusă pe Lista monumentelor istorice din județul Botoșani din anul 2015, având codul de clasificare  BT-II-m-B-01948.01. 

## Istoric
Biserica a fost ridicată în anul 1779 de șetrarul Tudorache Bașotă.  Deasupra ușii de la intrare se află o inscripție săpată în lemn cu caractere chirilice, în fermecătorul grai local de epocă, cu următorul text: „Această sfăntă beseric[ă] esti făcută de dumnalui șătrarul Tudurachi Bașuta, care să cinstești hramul Adormire Preasfinti Născatori de Dumnizeu, în zile mări sale Costandin Muruz, Vo[i]vod, în an 1779 august 1”.
Pereții bisericii au fost tencuiți în exterior și în interior, fiind pictată în 1834 direct pe lutul care acoperă nuielele.  Acoperișul bisericii este din șindrilă, fiind refăcut de câteva ori.
Legea secularizării averilor mănăstirești din 1863 a dus la deposedarea mănăstirii de moșiile deținute, iar Schitul Zosin a fost desființat. Biserica s-a ruinat în secolele XIX-XX; în lucrarea "Botoșanii în 1932. Schiță monografică", se menționează că schitul lui Zosim este în ruină în pădurea Bălușeni.  Biserica a fost reparată prin anii 1944-1945.
În anul 1990, mitropolitul Daniel Ciobotea al Moldovei și Bucovinei a dispus reînființarea vechiului așezământ monahal Schitul Zosin și l-a numit ca stareț pe tânărul ieromonah Firmilian Ciobanu (1968-1997) de la Mănăstirea Cozancea. Acesta a săvârșit prima Sf. Liturghie la 8 septembrie 1990 în biserica de lemn veche și dărăpănată. 
În anul 1991, el a început construirea unei noi biserici cu hramul Adormirea Maicii Domnului, cu ajutorul a trei frați și al credincioșilor din raza municipiului Botoșani. Noua biserică a fost sfințită la data de 26 septembrie 1993 de către mitropolitul Daniel, înconjurat de un sobor de preoți și diaconi. Ea a preluat funcțiunile bisericii vechi. 

## Arhitectura bisericii
Biserica de lemn din Mănăstirea Zosin este una dintre foarte rarele biserici cu pereți din împletitură de nuiele cunoscute în România, care s-au păstrat până în zilele noastre. Pereții au fost lutuiți, tencuiți și apoi văruiți în culoarea albă.
Este acoperită cu șindrilă. 

## Imagini

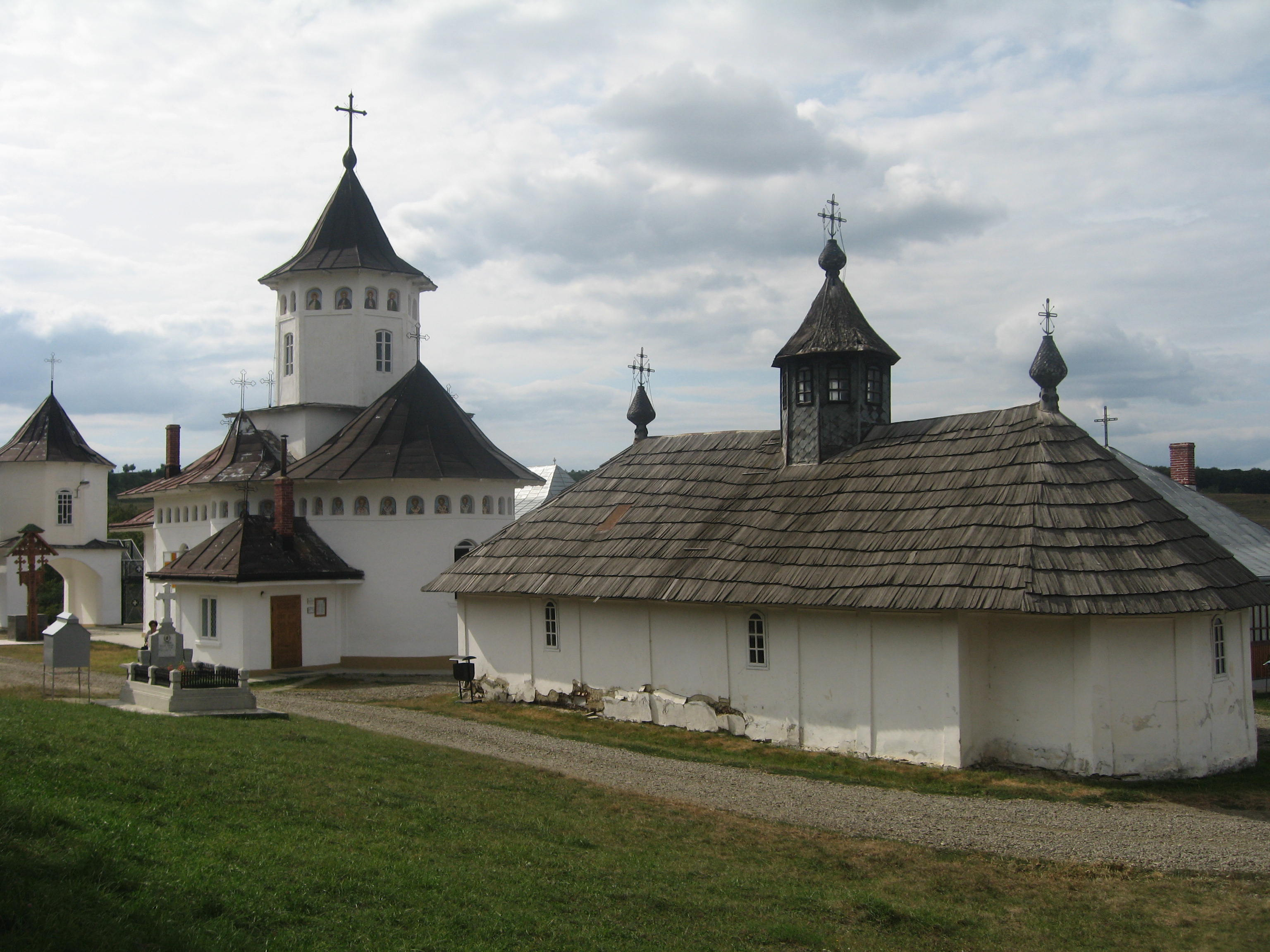
Biserica de lemn, biserica de zid şi turnul clopotniţă
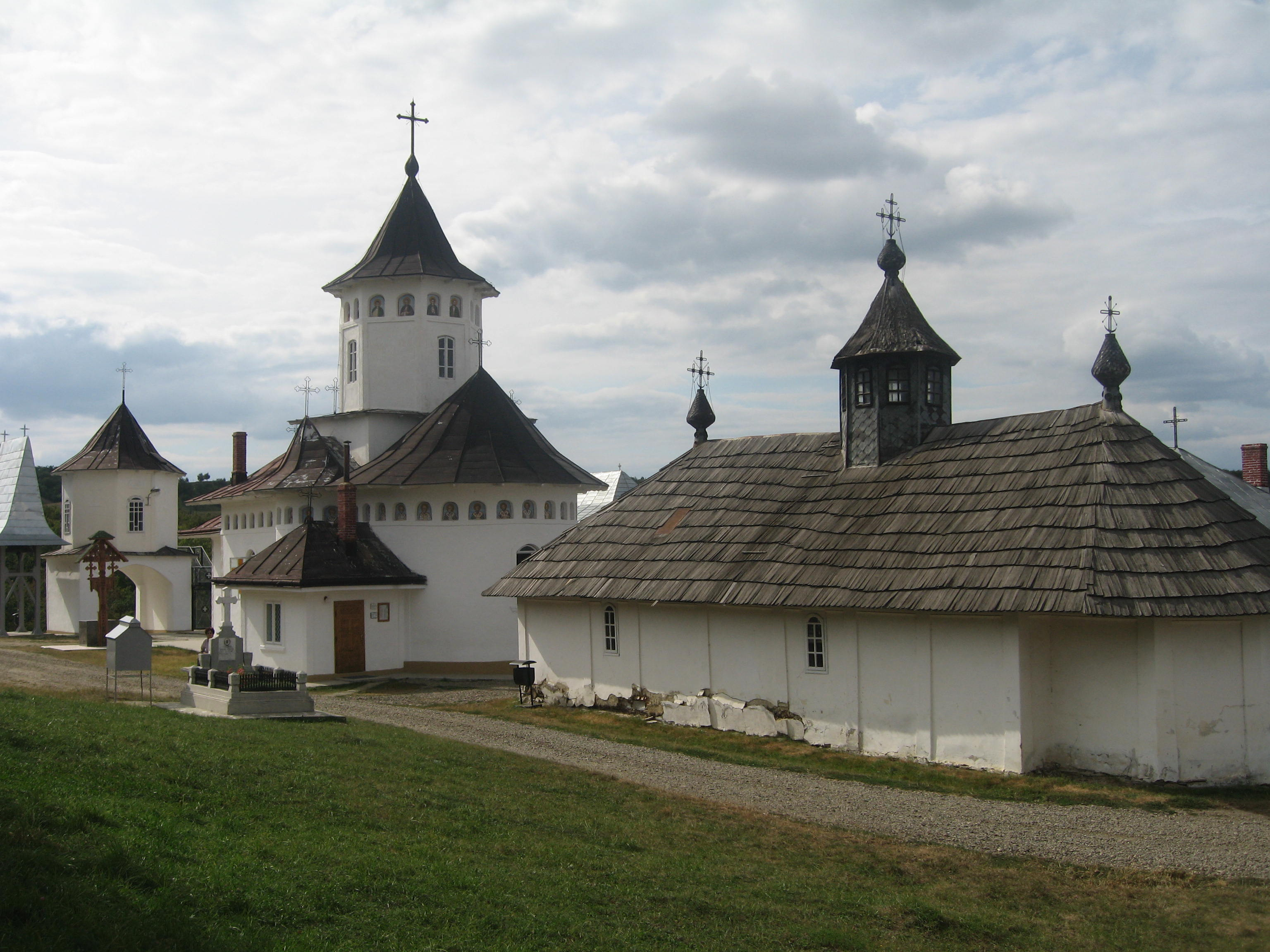
Biserica de lemn, biserica de zid şi turnul clopotniţă
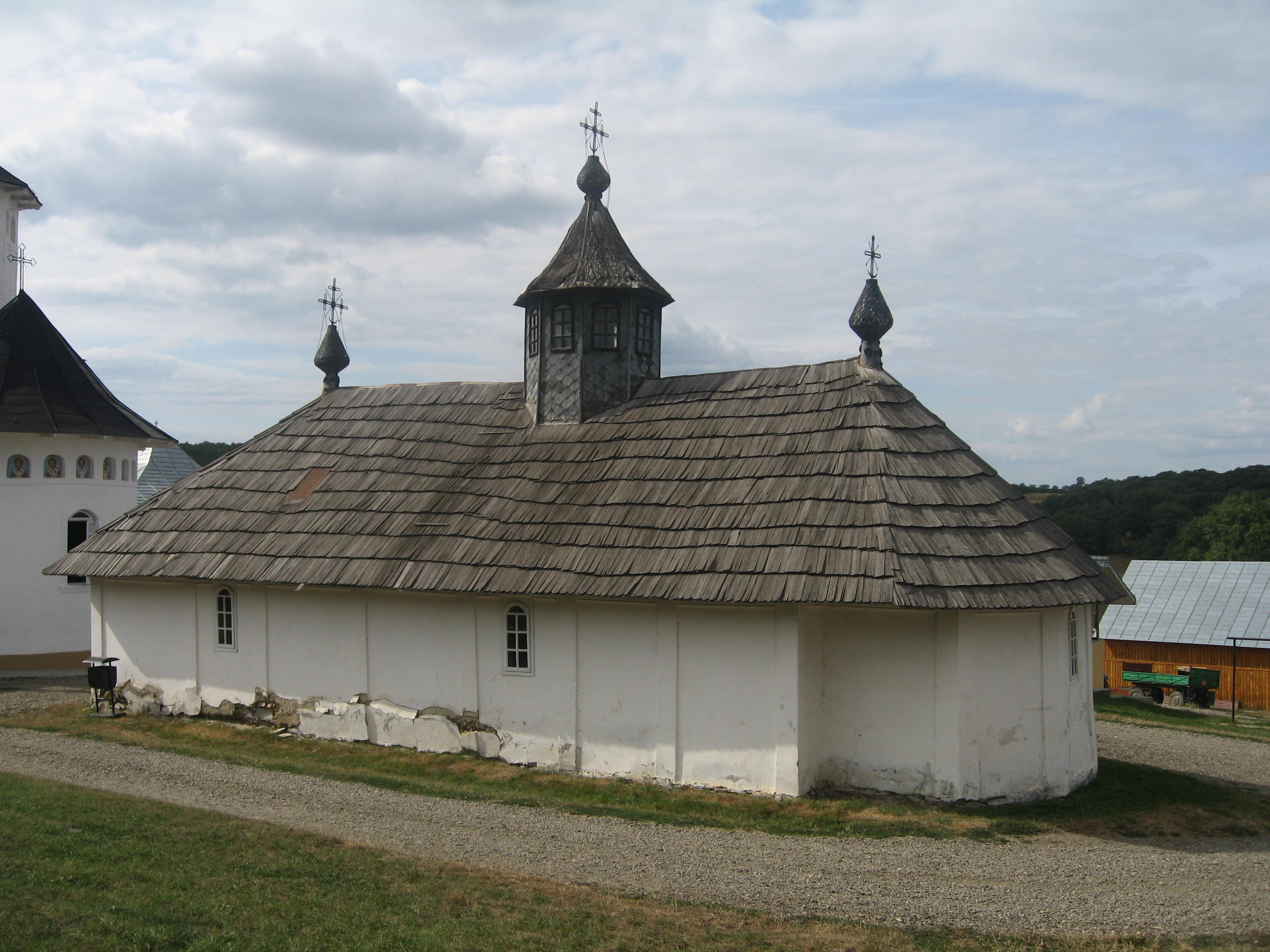
Biserica de lemn
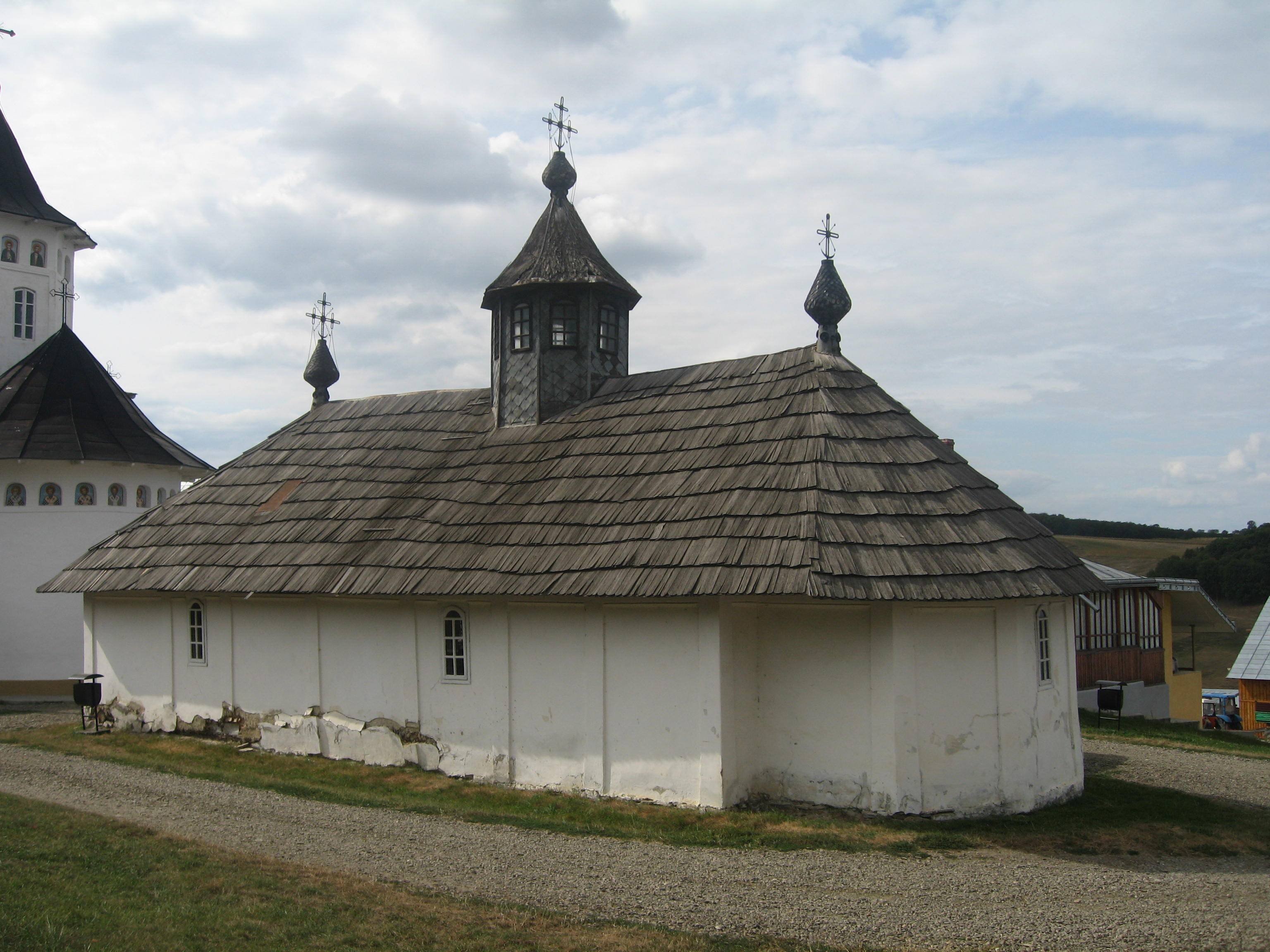
Biserica de lemn
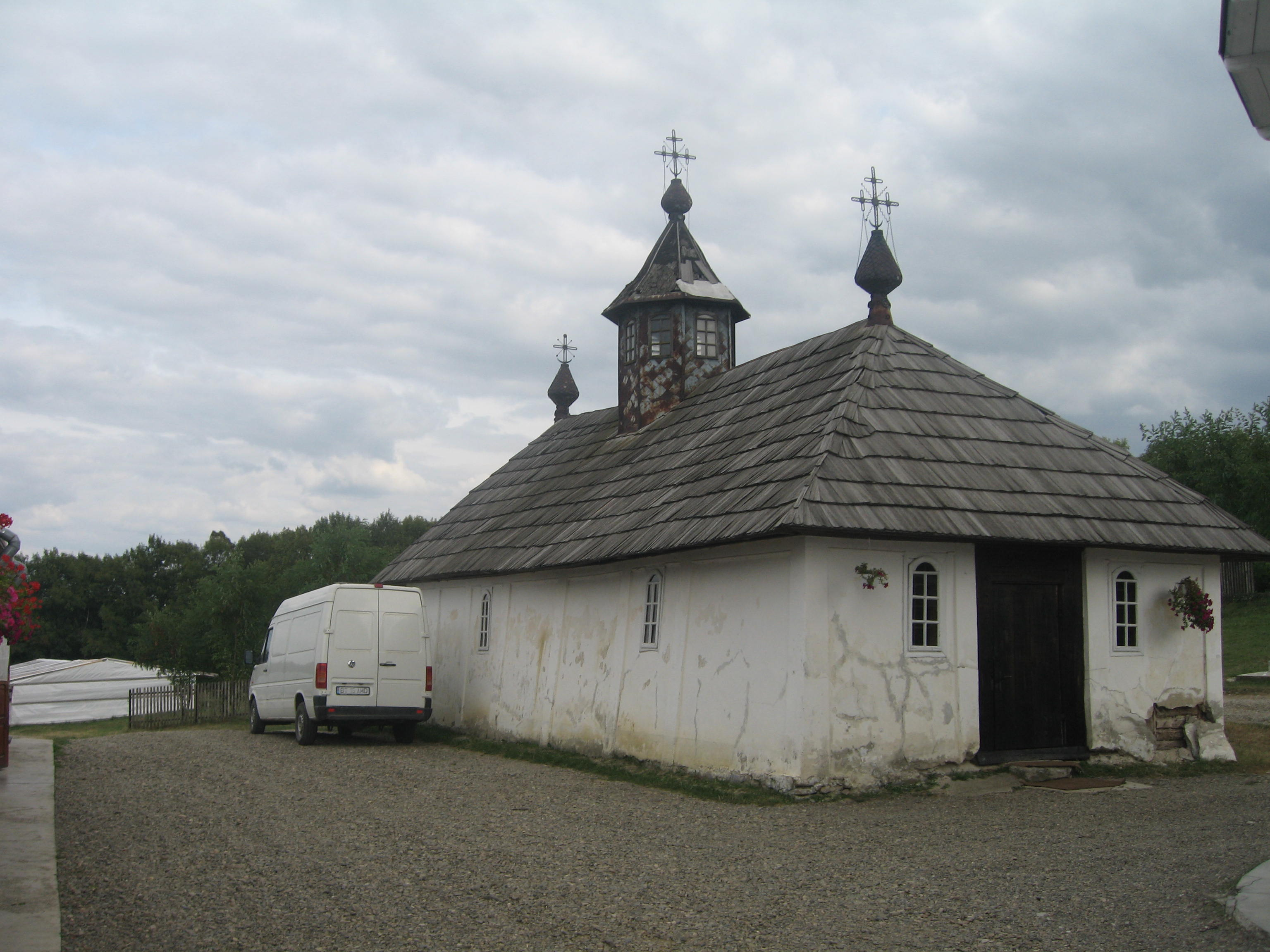
Biserica de lemn
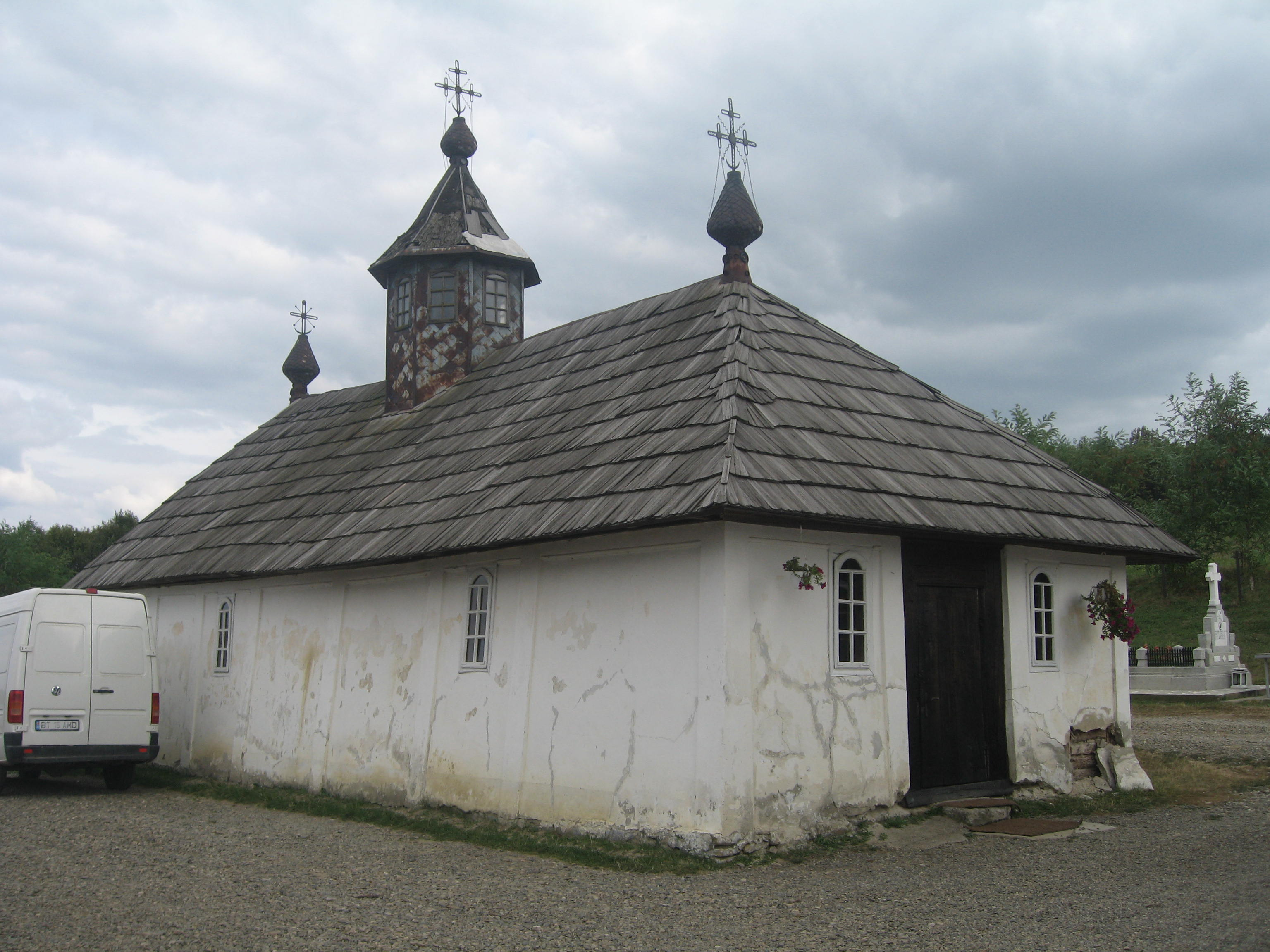
Biserica de lemn
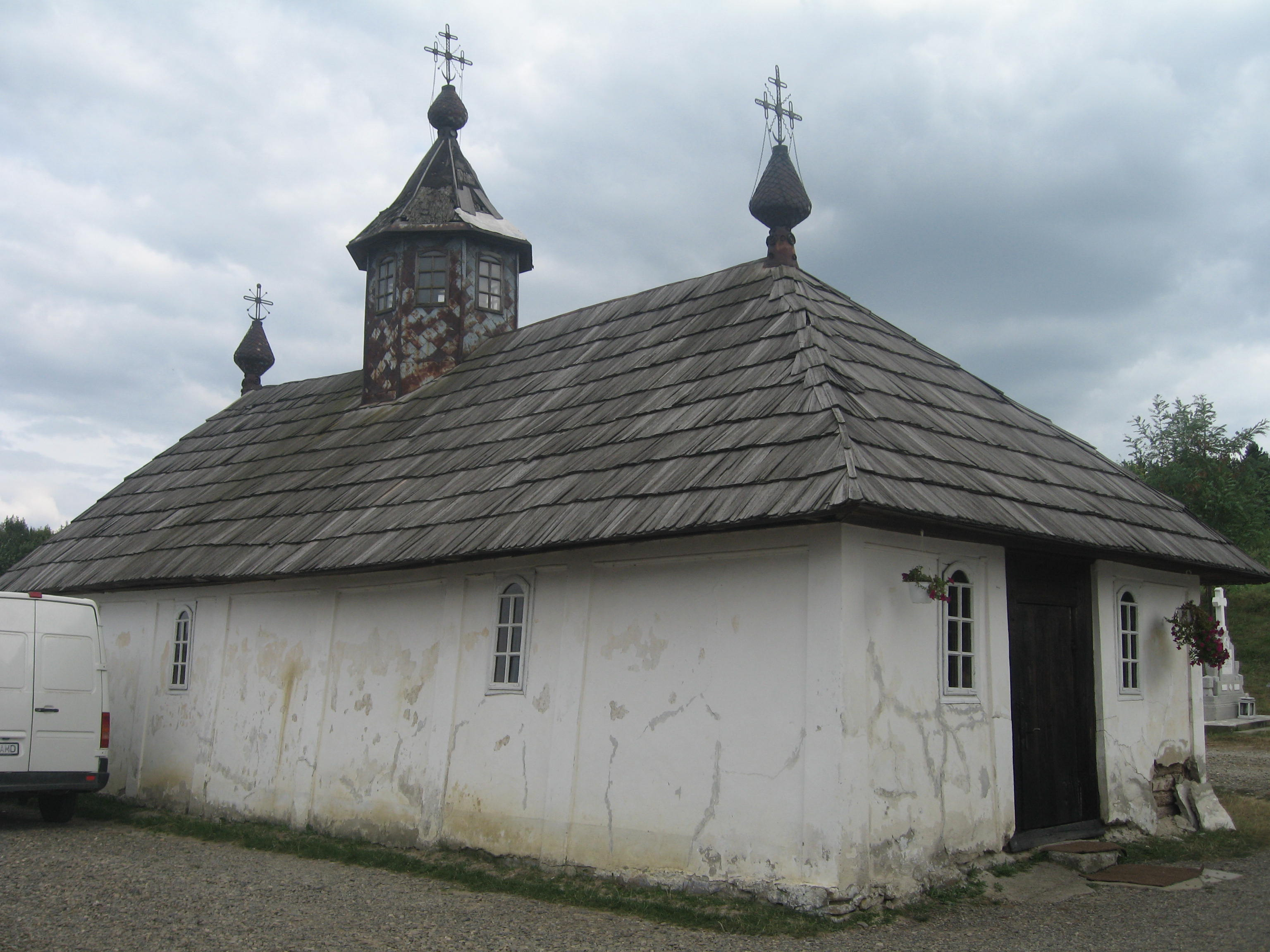
Biserica de lemn
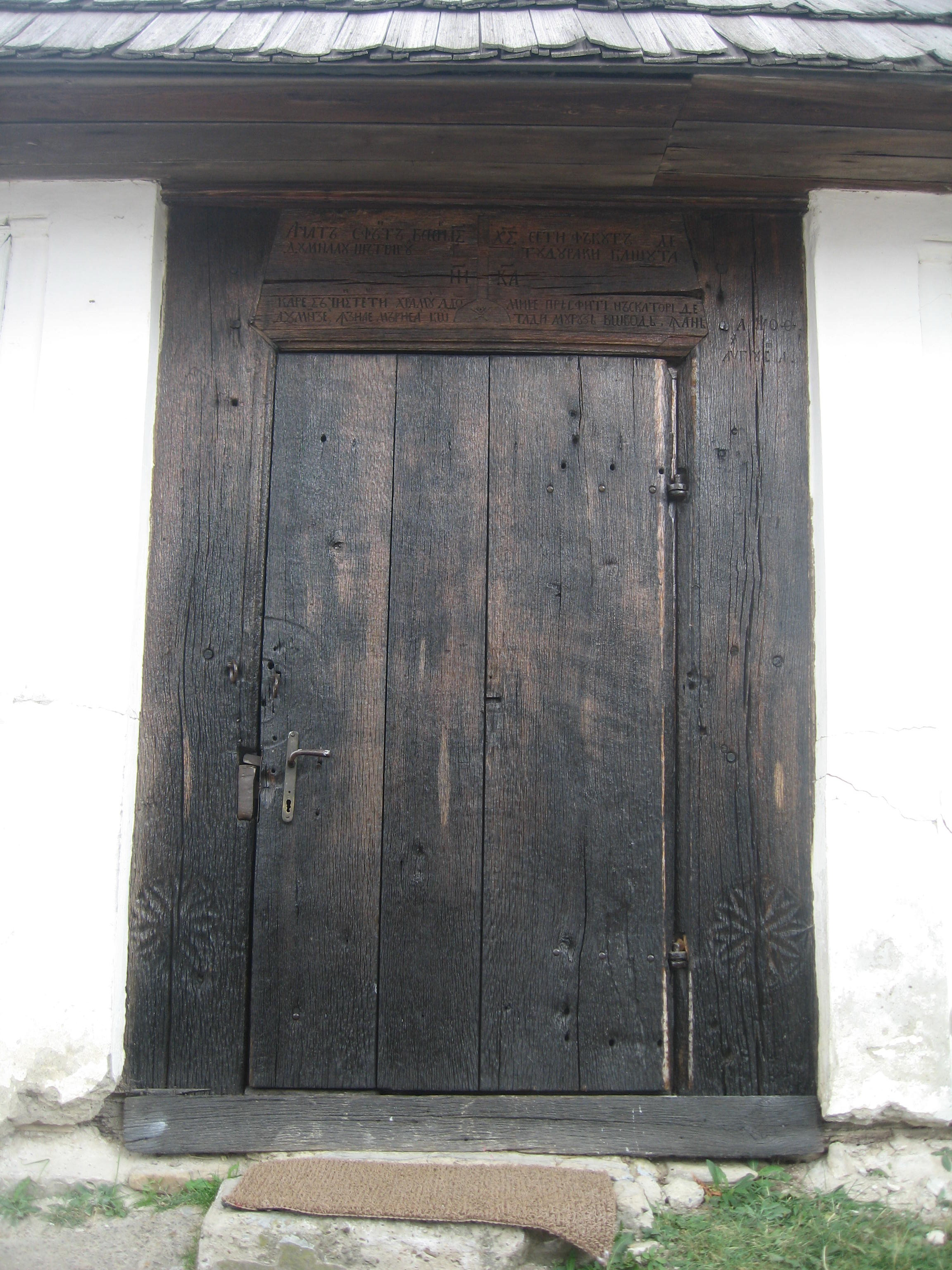
Uşa cu pisanie deasupra
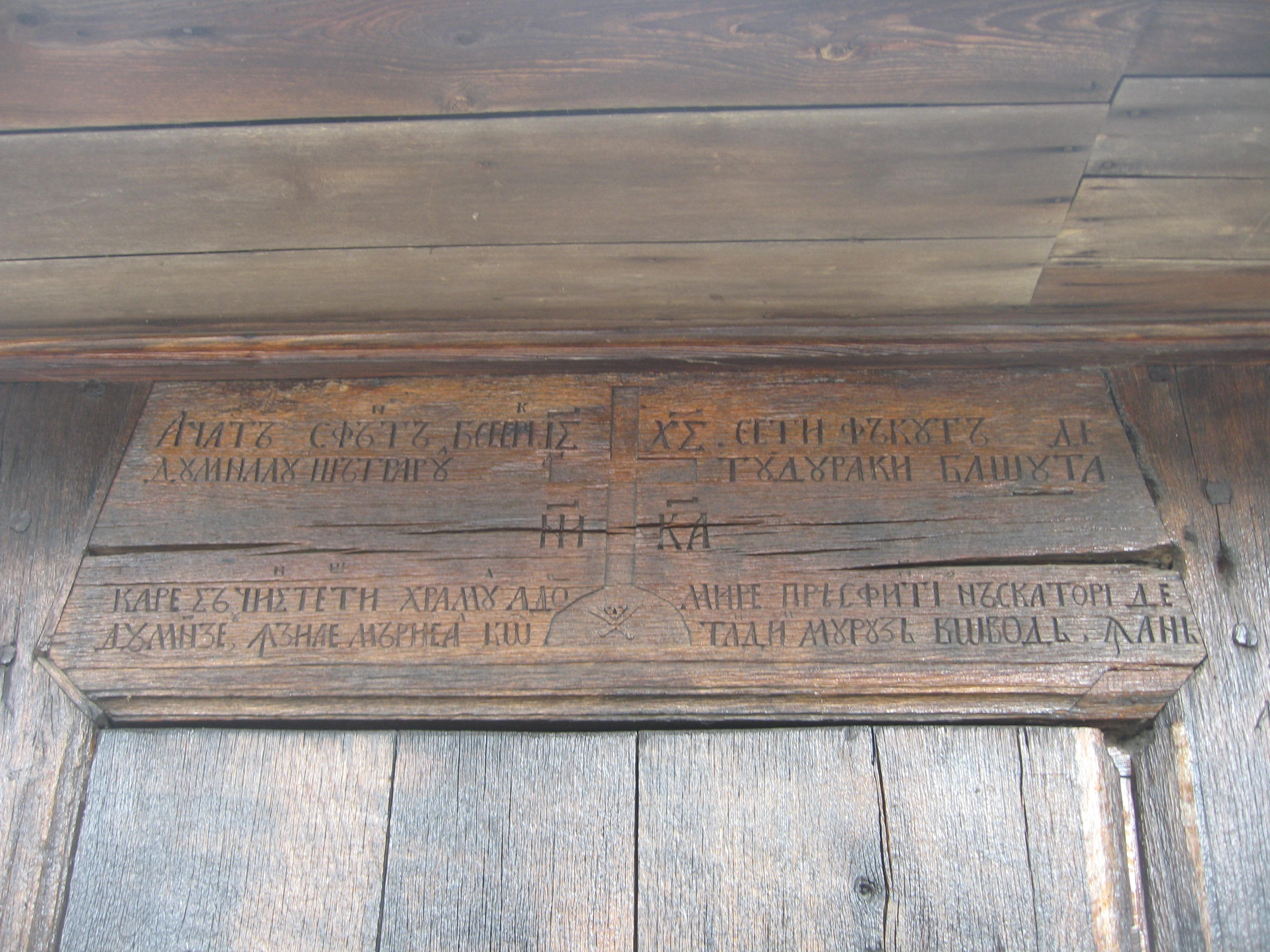
Pisania de deasupra uşii
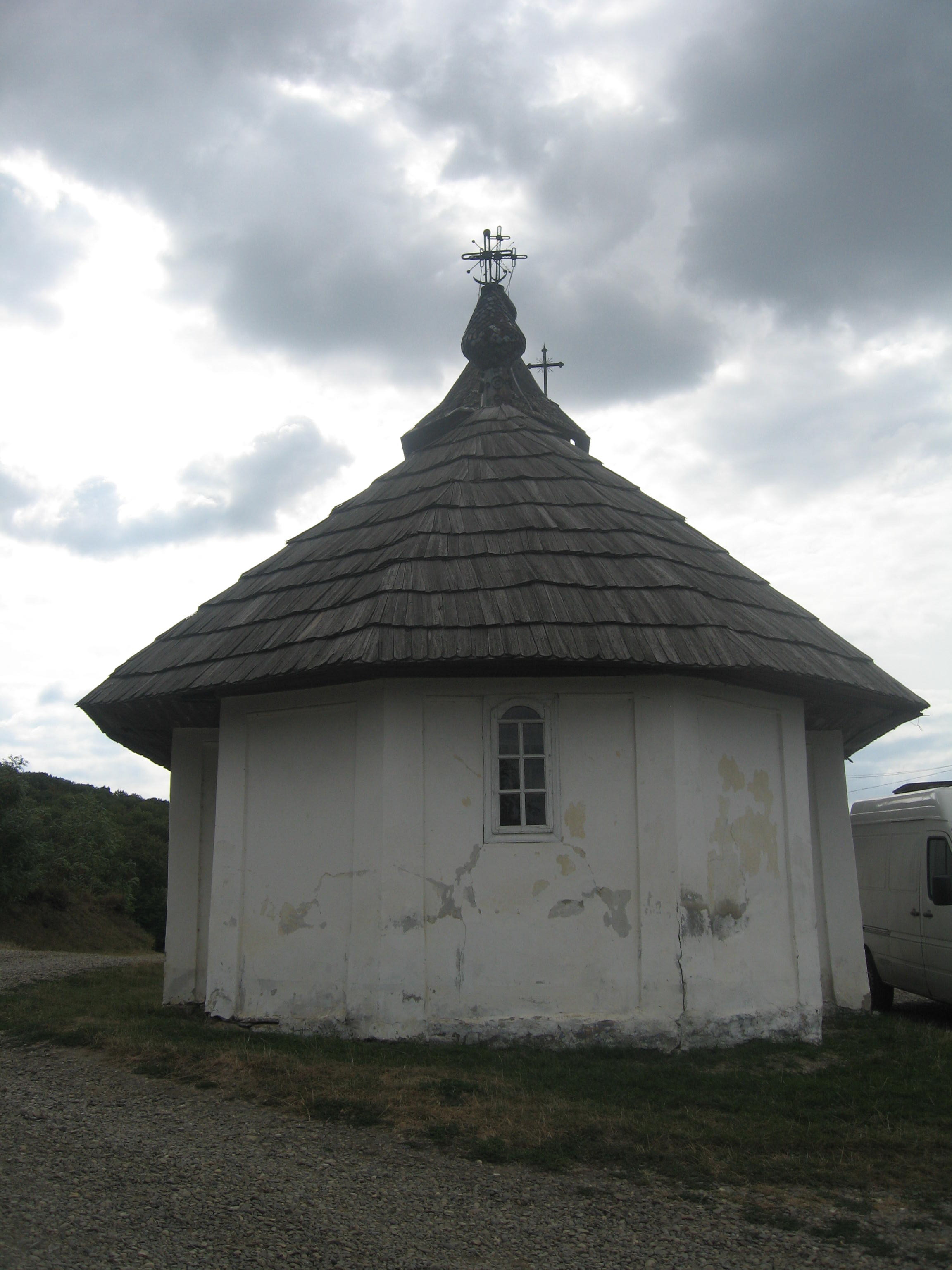
Absida altarului